# Средняя Кавалли
Средняя Кавалли́ (Муайе́н-Кавелли́, фр. Moyen-Cavally) — область до 2011 года на западе Кот-д’Ивуара.
- Административный центр — город Гигло.
- Площадь — 14 268 км², население — 737 699 человек (2010 год).

## География
На севере граничила с областью Фромаже, на северо-востоке с областью О-Сассандра, на юго-востоке с областью Ба-Сассандра, на юго-западе с Либерией.

## Административное деление
Область делилась на 4 департамента:
- Дуэкуэ
- Гигло
- Тулеплю
- Блолекин (с 2005 г)